# 110 mètres haies aux championnats du monde d'athlétisme 2005
Navigation
Paris 2003 Osaka 2007
L'épreuve du 110 mètres haies des championnats du monde d'athlétisme 2005 s'est déroulée du 10 au 12 août 2005 dans le Stade olympique d'Helsinki, en Finlande. Elle est remportée par le Français Ladji Doucouré.

## Résultats

### Finale
| Rang               | Athlète                | Pays       | Temps   |
| ------------------ | ---------------------- | ---------- | ------- |
| Médaille d'or      | Ladji Doucouré         | France     | 13 s 07 |
| Médaille d'argent  | Liu Xiang              | Chine      | 13 s 08 |
| Médaille de bronze | Allen Johnson          | États-Unis | 13 s 10 |
| 4                  | Dominique Arnold       | États-Unis | 13 s 13 |
| 5                  | Terrence Trammell      | États-Unis | 13 s 20 |
| 6                  | Joel Brown             | États-Unis | 13 s 47 |
| 7                  | Maurice Wignall        | Jamaïque   | 13 s 47 |
| 8                  | Mateus Facho Inocêncio | Brésil     | 13 s 48 |